# Benedetto Condorelli
Benedetto Condorelli (Catania, 1878 – Catania, 1950) è stato un pittore italiano, a lui si deve la fondazione del Museo Belliniano di Catania e del Museo Civico Catanese, andato distrutto nel 1943.